# .museum
.museum este un domeniu de internet de nivel superior, pentru muzee (GTLD).